# 朴韓星
朴韓星（韓語：박한별，1984年11月17日—），韓國女演員。

## 姓名釋義
由於韓語「別」字的音讀音與表示「星」的意思的訓讀固有詞同音（同樣讀作），故此有時候會翻譯為朴寒星或朴寒別（為大中華地區的慣用稱呼）。2013年經官方公佈將中文名定為朴韓星，因為「寒」字的意思是寒冷，與她的個性不符合。

## 個人簡介
自高中時起與歌手Se7en交往。2014年經雙方經紀公司證實，此段交往12年的愛情長跑正式告終。
2002年以雜誌Ceci封面模特出道。
2014年12月24日被報導與演員鄭恩宇交往中，但交往7個月後因壓力過大導致分手。
2017年11月24日公布懷有4個月身孕並與同齡、在金融圈服務的企業家丈夫於10月時完成結婚註冊。
2018年4月30日剖腹產下長子。
2019年3月，朴韓星受Burning Sun事件影響，因證實曾與劉仁碩、尹總警、崔鍾訓一同球聚，而讓原先支持的愛好者們感到失望，紛紛向連續劇《悲傷時相愛》的製作單位提出刪除她所飾演的角色內容。

## 影視作品

### 電視劇
- 2003年：SBS《窈窕淑女（朝鲜语：요조숙녀）》飾 崔秀妍
- 2004年：MBC《漢江戀歌》飾 美愛
- 2006年：MBC《幻想的情侶》飾 吳柔靜
- 2006年：CGV《凍結》飾演 金智友
- 2007年：SBS《藍魚》飾 姜允貞
- 2009年：KBS《大家一起恰恰恰》飾 韓真卿
- 2010年：SBS《Oh My Lady》飾 洪友蘿
- 2011年：MBN《愈發霸氣》飾演 李韓星
- 2013年：SBS《好好長大的女兒荷娜》飾 張荷娜／張恩成
- 2015年：SBS《看見味道的少女》飾 朱瑪麗 (客串)
- 2015年：SBS《我有愛人了》飾 姜雪莉
- 2016年：tvN《Entourage》飾 朴韓星（特別出演）
- 2017年：MBC《時尚媽咪》飾 時尚媽咪／李美笑
- 2019年：MBC《悲傷時相愛》飾 禹河京／尹瑪莉

### 電影
- 2003年：《斷魂梯》飾演 金素喜
- 2008年：《宿命》飾演 鄭恩瑩
- 2009年：《瑜伽學院》飾演 妍珠
- 2011年：《我的黑色小禮服》飾演 慧芝
- 2012年：《兩個月亮》飾演 小熙
- 2014年：《筆仙2》飾演 宋倩[12]

### 音乐录影带(MV)
- 2002年：Danny（1TYM）《Without You》
- 2003年：申勝勛《為了你的離別》
- 2010年：Soya n` sun《笑著說再見》（與蘇志燮）
- 2010年：SE7EN《I'm going crazy》
- 2012年：ULALASESSION《美麗的夜晚》

## 音樂作品

### 單曲
| 單曲 | 單曲資料                                                                       | 曲目                             |
| ---- | ------------------------------------------------------------------------------ | -------------------------------- |
| 1st  | 首張數位單曲《The Actress 1st Story》 - 發行日期：2010年10月25日 - 語言：韓語  | 曲目 1. Coffee 2. Coffee (inst.) |
| 2nd  | 第二張數位單曲《The Actress 2nd Story》 - 發行日期：2011年1月17日 - 語言：韓語 | 曲目 1. Luv U 2. Luv U (inst.)   |

## 綜藝節目

### 綜藝主持
- 2004年：SBS《人氣歌謠》

### 綜藝嘉賓
- 2011年：tvN《TAXI》
- 2011年：SBS《強心臟》人偶之家特輯（上）
- 2011年：SBS《強心臟》人偶之家特輯（下）
- 2011年：KBS《Happy Together》美女與野獸特輯
- 2012年：MBC《來玩吧》
- 2012年：KBS《Gag Concert》
- 2015年：SBS《叢林的法則》雅浦篇
- 2015年：KBS《Happy Together》
- 2015年：SBS《Running Man》EP 268

## 獲獎記錄
- 2003年：SBS演技大賞－新星獎（窈窕淑女）
- 2010年：第5屆亞洲模特兒頒獎典禮－Fashionistar部門 模特兒特別賞
- 2015年：SBS演藝大賞－最佳演藝人賞（《叢林的法則》雅浦篇）
- 2015年：SBS演技大賞－長篇劇部門 女子特別演技賞（《我有愛人了》）

## 外部連結
- 朴韓星的X（前Twitter）
- 朴韓星的Instagram帳戶